# Краљевско друштво
Краљевско друштво Лондона за унапређење природних знања (енгл. The Royal Society of London for Improving Natural Knowledge), познато као Краљевско друштво (енгл. The Royal Society), основано је 1660. и за њега се сматра да је било прво „учено друштво“ које постоји. 
Иако је добровољно друштво, оно је у ствари академија наука Велике Британије (због тога добија 30 милиона фунти од британске владе), а истовремено је и „учено друштво“ за науку. Чланица је Научног савета (Science Council).
Краљевско друштво Единбурга (основано 1783) је посебно шкотско тело. Краљевска ирска академија (основана 1785) је посебна ирска организација.
Тренутни председник Краљевског друштва је Венкатраман Рамакришнан, добитник Нобелове награде за хемију 2009. године.